# 奇力語
奇力語（Kili language；Kili；Kirin；Kila），有可能在中文被稱為奇勒恩語（Qileen；Qílè'ēn），也是赫哲語（Hezhe）的庫爾烏爾密方言（Kur-Urmi），奇力語是通行於俄羅斯及中國的滿-通古斯語系。 赫哲語是一種南方的通古斯語言，而奇力語傳統上被認為是赫哲語的多種的方言之一，不過奇力語“可能歸屬於滿-通古斯語系的北方語族”。

## 外部連結
- ELAR archive of Endangered Tungusic Languages of Khabarovskij Kraj (including Kur-Urmi)（页面存档备份，存于）